# 布魯頓 (喬治亞州)
布魯頓（英語：Brewton）是位於美國喬治亞州勞倫斯縣的一個非建制地區。該地的面積和人口皆未知。

## 地理
布魯頓的座標為32°35′38″N 82°47′53″W / 32.59389°N 82.79806°W，而該地的平均海拔高度為73米（即239英尺）。